# إير أوسيون
إير أوسيون (Air Ocean) هي شركة طيران مغربية خاصة، تتخد من مطار بن سليمان مركزاً رئيسياً لعملياتها، وهي متخصصة في رحلات الشارتر، وطيران الأعمال، والنقل الطبي الجوي.

## الأسطول
يتكون أسطول الشركة من الطائرات التالية:
| أسطول طائرات الركاب         | أسطول طائرات الركاب | أسطول طائرات الركاب | أسطول طائرات الركاب | أسطول طائرات الركاب | أسطول طائرات الركاب |
| نوع الطائرة                 | في الخدمة           | تحت الطلب           | خارج الخدمة         | السعة المقعدية      | الترقيم             |
| نوع الطائرة                 | في الخدمة           | تحت الطلب           | خارج الخدمة         | C                   | الترقيم             |
| --------------------------- | ------------------- | ------------------- | ------------------- | ------------------- | ------------------- |
| هوكر 800                    | 1                   |                     |                     | 8                   | CN-TKC              |
| سيسنا سايتايشن III          | 1                   |                     |                     | 8                   | CN-TKX              |
| سيسنا سايتايشن VI           | 1                   |                     |                     | 8                   | CN-TKD              |
| بيش كرافت سوبر كينغ إير 200 | 1                   |                     |                     | 7                   | CN-TKV              |